# 磁気治療器
磁気治療器（じきちりょうき）は、磁力線を使用した医療機器。

## 交流磁気治療器
医療機関向けの据え置き型の交流式磁気治療器。機器の先端部の磁気は80ミリテスラ程度である。昭和医科大学の研究チームの研究では、交流磁気治療器（50Hz、表面磁界45ミリテスラ）の上に孵卵器を置き摂氏37度に設定し、前骨髄性白血病細胞由来の培養株細胞（HL-60）に対して1時間の磁気照射を行った後、24時間培養を続けたところ、がん細胞に対するアポトーシスが誘導されたとの報告がある。この研究からがん細胞に対する交流磁気照射による治療法の可能性が期待されている。

## 直流磁気治療器
直流磁気治療器は磁気ネックレスなど直流磁気を使用した治療器である。ネックレス（磁気ネックレス）のほか、ブレスレット（磁気ブレスレット）、絆創膏や下着に粒状の強力永久磁石を内蔵して、その磁気の力で疾病の予防、改善、治療の役に立てることを意図している。
通常は装身具や下着類似の形状の保持部分に高強度の磁力線を発する永久磁石が通常複数個、埋め込まれており、使用者の体表面近くに常時接することになる。磁力の強度はさまざまだが、たとえば大手の商品では一粒が80－180ミリテスラ（800-1,800ガウス）を内蔵する強力磁石が数個から数十個含まれている。
直流磁気治療器の仕組みと効果に関する説明例としては「磁力が血液中のイオンを増やし、イオンが神経に働きかけることでマッサージ効果が発生する」というものなどがある。
直流磁気治療器では一定の磁気の強さがなければ効果はないと考えられており、中川恭一による研究によれば、70ミリテスラの磁気ネックレスと130ミリテスラの磁気ネックレスでは有効率にほとんど差は見られなかったが、20ミリテスラ（200ガウス）になると有効率が非常に低くなったと報告されている。

## 科学的根拠
アメリカがん協会は「公表されている科学的証拠からはそれらの主張[痛みの解消や病気の治療]は支持されない」としている。また、アメリカ食品医薬品局は磁気治療器具の医療目的での販売を禁止している。
明治大学科学コミュニケーション研究所の調査によると、磁気治療は未科学から発展途上の科学の範疇と総評されている。国内の研究では肯定的な研究結果と否定的な研究結果のどちらも存在しているものの、海外の研究では有効性が認められていない。その理由に肩こりと言う概念の特殊性を挙げている。いわゆる「コリ」解消の有効性を測定した国内の研究と、「痛み」の解消を測定した海外の研究とは異なる構成概念を測定している可能性があり、有効性の測定結果に差異が生じるなど、研究に影響を与えた可能性があると指摘している。